# Gunnfríður Jónsdóttir

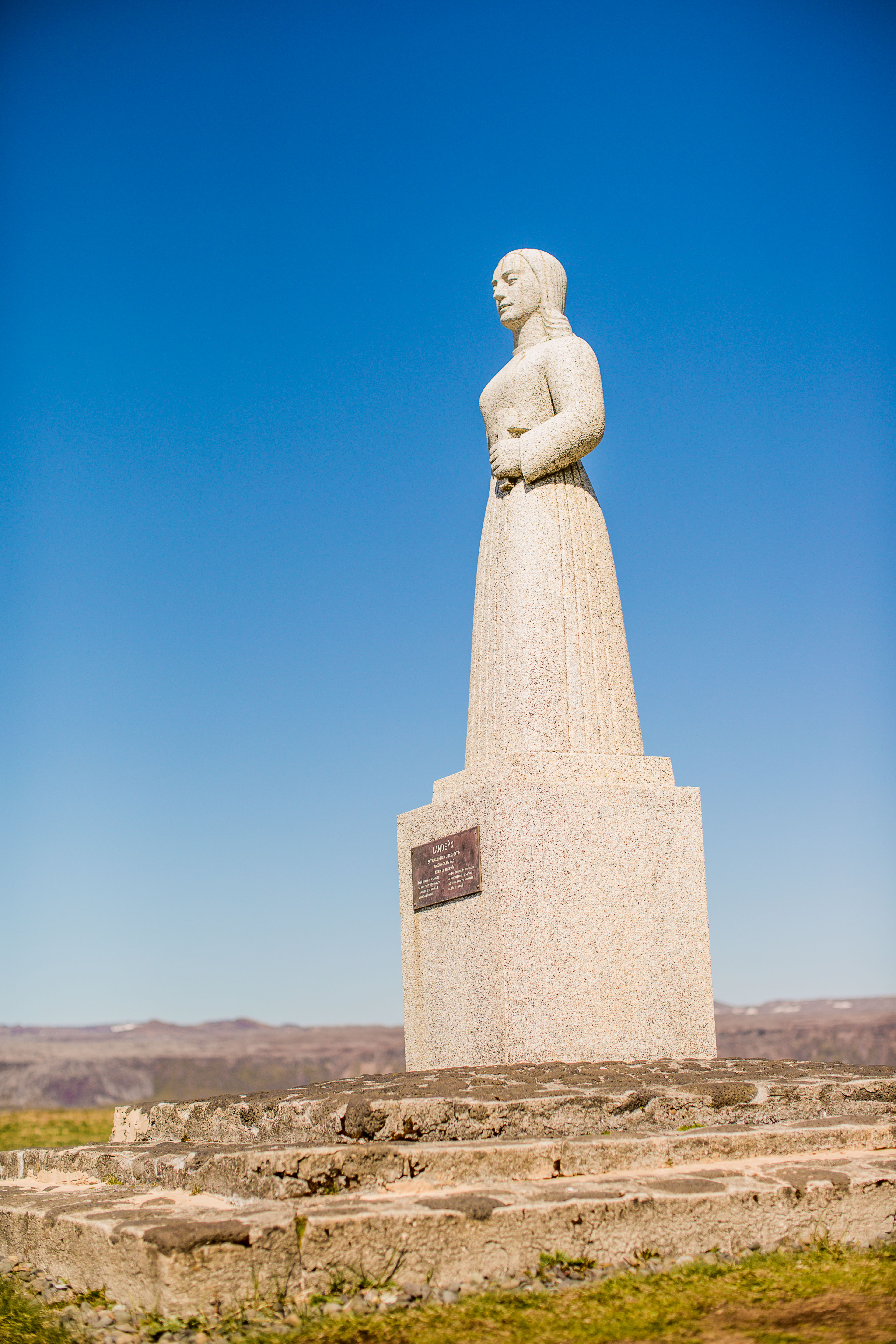
Landsýn (Land in Sicht), 1940, Figurenhöhe 200 cm, norwegischer Granit, Standort bei der Strandkirche in Selvogur, Suðurland

Gunnfríður Jónsdóttir (* 26. Dezember 1889 auf Island; † 15. Mai 1968 in Reykjavík) war eine isländische Bildhauerin.

## Leben
Gunnfríður Jónsdóttir war eine Tochter von Halldóra Einarsdóttir Andréssonar und Jón Jónsson. Ihr Großvater war der Dichter Einar Andrésson – er stand im Verdacht, Hexerei zu betreiben.
Sie studierte an der Kungliga Konsthögskolan in Stockholm bei dem Bildhauer Carl Milles. Von 1924 bis 1940 war Gunnfríður Jónsdóttir mit dem Bildhauer Ásmundur Sveinsson (1893–1982) verheiratet, die Ehe blieb kinderlos.